# Lancenigo
Lancenigo [lˌant͡ʃenˈiːɡo] è una frazione di Villorba in provincia di Treviso, nel cui territorio di competenza si trova anche il municipio, situato precisamente nella località di Carità.
L'omonima parrocchia dipende dalla Diocesi di Treviso, Vicariato di Spresiano, tuttavia la definizione amministrativa comunale non coincide con quella parrocchiale, essendo il territorio frazionale di Lancenigo assegnato ad Est alla parrocchia omonima e ad Ovest alla parrocchia di Fontane.

## Origini del nome
Il toponimo riporta il suffisso -igo, tipico delle località un tempo occupate dai Galli, ma vi si può riconoscere anche un nome proprio, Lanzone, forse un possidente.

## Storia
Numerosi reperti testimoniano la presenza della civiltà sin dall'epoca romana, favorita da una terra fertile e dalla fitta presenza di risorgive.
Citata sin dal XII secolo, con i centri vicini di Borgo di Lancenigo e San Sisto, si sviluppò al centro di una rete viaria il cui asse principale era rappresentato dalla Cal Armentaria, derivata dalla romana via Claudia Augusta. Assieme alla Cal Lovadina e alla Cal Maserada, fu una delle più importanti strade della zona fino alla costruzione della Pontebbana e del ponte della Priula sul Piave. Vi fu per questo costruito il monastero di Santa Maria de' Caritate (presso l'attuale Carità), dipendente dall'omonimo convento di Venezia.
Ebbe importanza nel medioevo come sede della pieve di Santa Maria, dal XV secolo intitolata a San Sisto. Solo più tardi le si sostituì l'attuale parrocchiale di San Giovanni Battista.
Alla storia del paese è inoltre legata la famiglia dei da Lancenigo (o Lancenighi), nota dal XIII secolo inclusa nella nobiltà trevigiana dal 1319. Diede numerosi personaggi illustri, tra cui l'umanista ed ecclesiastico Francesco da Lancenigo, segretario di papa Bonifacio IX, e si estinse alla fine del XVII secolo.
Con l'abolizione del sistema delle pievi, il centro mantenne comunque un ruolo di primo piano come sede della forania di Lancenigo, istituita nel 1520 ed estesa su tredici parrocchie (dal 1841 quattordici con l'istituzione di Santa Maria del Rovere).
Sotto la Serenissima Lancenigo costituì un comune, comprendente anche l'attuale Catena. Più tardi, durante il dominio di Napoleone e fino al 1807, Lancenigo costituì un comune autonomo.
Come tutti gli insediamenti della zona, solo a partire dagli anni trenta del Novecento ebbe una consistente espansione urbana.

## Monumenti e luoghi d'interesse
Numerose sono le ville venete: Villa Persico (in cui soggiornò papa Benedetto XV), Villa Angelica (XVI secolo), Villa Perocco (riedificata nel XVIII secolo), Villa Giovannina, Villa Contarini, Villa Tironi, Villa Angaran delle stelle, Villa Bellincanta.
La frazione di Lancenigo è attraversata per alcuni tratti dall'antica via Claudia Augusta, collocata, oggi, tra la Via Fagarè e la Via Galanti.

## Istruzione
Nel comune di Villorba esistono 14 scuole di ogni ordine e grado e a Lancenigo quelle secondarie di II grado sono:
- Istituto Professionale di Stato per i Servizi per l'Enogastronomia e l'Ospitalità Alberghiera "Massimo Alberini"[4]
- Istituto Tecnico Industriale e Liceo Scientifico "Max Planck"[5]
- Scuola di Formazione Professionale Lepido Rocco di Lancenigo[6]